# ラスムス・ホイルンド
ラスムス・ヴィンテール・ホイルンド （Rasmus Winther Højlund, 2003年2月4日 - ）は、デンマーク・コペンハーゲン出身のサッカー選手。プレミアリーグ・マンチェスター・ユナイテッドFC所属。デンマーク代表。ポジションはFW。
本人によれば、正しい発音は『ラスムス・ホイルン』である。

## クラブ経歴
ブレンビーIFなどのユースアカデミーを経て、2017年にFCコペンハーゲンのユースアカデミーに入所。2020年にトップチームに昇格。10月26日のオーフスGF戦でプロデビュー。12月には2023年までの契約を締結。2020-21シーズンは国内リーグ戦4試合ノーゴールで終わったが、2021年7月30日のUEFAヨーロッパカンファレンスリーグのFCトルペド＝ベラーズ・ジョジナ戦で、プロ初ゴールを含む2ゴールを記録。12月9日の同じくカンファレンスリーグのŠKスロヴァン・ブラチスラヴァ戦でも、後半8分にゴールを決め、同リーグで5ゴール目を決めた。
2022年1月28日、SKシュトゥルム・グラーツと2026年までの契約を締結。移籍第1戦となった2月12日のWSGスワロフスキー・ティロル戦で、早速2ゴールを決め、以降3試合連続ゴールを記録。
2022年8月27日、アタランタBCと5年契約を締結した。
2023年8月5日、マンチェスター・ユナイテッドFCに移籍した。2023-24シーズンは適応に時間を要したものの、リーグ戦30試合に出場して10ゴール。2024-25シーズンからは背番号を9番に変更。

## 代表経歴
2019年から、各ユース世代のデンマーク代表に随時招集されている。
2022年9月22日、UEFAネーションズリーグのクロアチア代表戦にて、60分にトーマス・デラネイとの途中交代でデンマークA代表デビューを飾ったが、同年の2022 FIFAワールドカップメンバー入りはならなかった。
2023年3月、UEFA EURO 2024予選のフィンランドで初めて先発起用されると、ハットトリックを決めた。
UEFA EURO 2024に選出

## 人物
2歳下に双子の兄弟であるエミルとオスカーがおり、2人とも同じくサッカー選手として2023年にFCコペンハーゲンでプロデビューした。

## 個人成績

### クラブ
2023年6月4日現在
| クラブ                 | シーズン     | リーグ戦       | リーグ戦 | リーグ戦 | 国内カップ | 国内カップ | 国際大会 | 国際大会 | 合計 | 合計 |
| クラブ                 | シーズン     | ディヴィジョン | 出場     | 得点     | 出場       | 得点       | 出場     | 得点     | 出場 | 得点 |
| ---------------------- | ------------ | -------------- | -------- | -------- | ---------- | ---------- | -------- | -------- | ---- | ---- |
| コペンハーゲン         | 2020-21      | スーペルリーガ | 4        | 0        | 1          | 0          | 0        | 0        | 5    | 0    |
| コペンハーゲン         | 2021-22      | スーペルリーガ | 15       | 0        | 1          | 0          | 11       | 5        | 27   | 5    |
| コペンハーゲン         | クラブ通算   | クラブ通算     | 19       | 0        | 2          | 0          | 11       | 5        | 32   | 5    |
| シュトゥルム・グラーツ | 2021-22      | ブンデスリーガ | 13       | 6        | 0          | 0          | 0        | 0        | 13   | 6    |
| シュトゥルム・グラーツ | 2022-23      | ブンデスリーガ | 5        | 3        | 1          | 2          | 2        | 1        | 8    | 6    |
| シュトゥルム・グラーツ | クラブ通算   | クラブ通算     | 18       | 9        | 1          | 2          | 2        | 1        | 21   | 12   |
| アタランタ             | 2022-23      | セリエA        | 32       | 9        | 2          | 1          | -        | -        | 34   | 10   |
| キャリア通算           | キャリア通算 | キャリア通算   | 69       | 18       | 5          | 3          | 13       | 6        | 87   | 27   |

### 代表
試合数
- 国際Aマッチ 6試合6得点（2022年 - ）

| デンマーク代表 | 国際Aマッチ | 国際Aマッチ |
| 年             | 出場        | 得点        |
| -------------- | ----------- | ----------- |
| 2022           | 2           | 0           |
| 2023           | 4           | 6           |
| 通算           | 6           | 6           |

得点
| # | 開催日        | 開催地                                 | 対戦国       | スコア | 結果 | 大会               |
| - | ------------- | -------------------------------------- | ------------ | ------ | ---- | ------------------ |
| 1 | 2023年3月24日 | コペンハーゲン、パルケン・スタディオン | フィンランド | 1-0    | 3-1  | UEFA EURO 2024予選 |
| 2 | 2023年3月24日 | コペンハーゲン、パルケン・スタディオン | フィンランド | 2-1    | 3-1  | UEFA EURO 2024予選 |
| 3 | 2023年3月24日 | コペンハーゲン、パルケン・スタディオン | フィンランド | 3-1    | 3-1  | UEFA EURO 2024予選 |
| 4 | 2023年3月28日 | アスタナ、アスタナ・アリーナ           | カザフスタン | 0-1    | 3-2  | UEFA EURO 2024予選 |
| 5 | 2023年3月28日 | アスタナ、アスタナ・アリーナ           | カザフスタン | 0-2    | 3-2  | UEFA EURO 2024予選 |
| 6 | 2023年6月19日 | リュブリャナ、スタディオン・ストジツェ | スロベニア   | 1-1    | 1-1  | UEFA EURO 2024予選 |